# ایستگاه ریچموند–بریگهاوس
ایستگاه ریچموند–بریگهاوس (انگلیسی: Richmond–Brighouse station) یک ایستگاه مرتفع در خط کانادا سیستم ترانزیت سریع مترو ونکوور اسکای‌ترین (ونکوور) سیستم حمل و نقل سریع مترو است. این ایستگاه در مرکز تجاری ریچموند، نزدیک به مرکز خرید ریچموند سنتر و تالار شهر ریچموند واقع شده‌است. این ایستگاه در فاصله کوتاهی با وسایلی مانند بازار عمومی ریچموند، بیمارستان ریچموند، مجتمع مدنی مینورو و سایر لوازم خانگی همان‌طور ادارات، ساختمان‌های تجاری و مسکونی نزدیک قرار دارد..